# الکسیس پنیا
الکسیس پنیا (انگلیسی: Alexis Peña؛ زادهٔ ۱ ژوئیهٔ ۱۹۵۶) بازیکن فوتبال اهل ونزوئلا بود.
وی همچنین در تیم ملی فوتبال ونزوئلا بازی کرده‌است.